# Dealu Viilor (gmina Moșoaia)
Dealu Viilor – wieś w Rumunii, w okręgu Ardżesz, w gminie Moșoaia. W 2011 roku liczyła 340 mieszkańców.